# 와타나베 도시오 (범죄인)
와타나베 도시오(渡辺敏郎, 1973년 - )는 일본의 전직 교사로, 도촬과 저작권 위반 혐의 등으로 2006년에 체포된 인물이다. 그가 일으킨 사건을 그가 운영했던 웹사이트의 이름을 따서 클럽 키즈 사건(クラブきっず事件)이라고도 부른다.

## 인물
다이빙과 사진 찍기를 즐겼고, 웹 페이지의 제작에도 취미가 있어 오가사와라 초등학교의 웹 사이트를 디자인하기도 했다. 이 웹 사이트는 시골 초등학교의 웹사이트답지 않게 각종 양식을 PDF로 내려 받을 수 있거나, 영어판도 만들어져 있는 등, 상당한 수준이었다고 한다. 또, 대화하는 것을 좋아하여 비교적 쉽게 주위 사람들의 호감을 사는 인물이었다.

## 클럽 키즈 사건
와타나베는 2000년에 오가사와라촌에 위치한 오가사와라 초등학교의 교사로 부임하여 2006년 3월까지 근무했다. 이때를 전후하여 학생들이 옷을 갈아 입는 장면 등을 몰래 촬영하고, 비슷한 시기에 개설한 자신의 웹사이트 '클럽키즈'에 게재하는 외에 주변의 지인 등에게 그 사진들을 제공했다.
한편 와타나베는 클럽키즈에 위의 몰래 찍은 사진 외에 범죄나 사고 등으로 인해 죽은 어린이의 사체 사진을 모아 올렸다. 사진 중에는 직접 촬영한 사진도 있었지만, 다수는 신문 기사, 또는 유족이 사고의 재발을 막기 위한 취지로 개설한 웹사이트에서 무단히 전재한 것이었고, 아버지로 추정되는 경찰 간부를 통해 입수한 것으로 의심되는, 경찰의 수사자료 등에서 전재한 사진도 있었다. 와타나베가 이런 식으로 모아둔 사체 사진만 수십만 컷에 달했다고 한다. 더욱 문제가 된 것은 사진에 죽은 사람을 비웃거나 모욕하는 코멘트를 달아 놓았던 것이다.
문제가 표면화된 것은 2006년 들어서로, 사진을 전재당한 유족들에게 와타나베의 웹사이트를 존재를 알리는 익명의 투서가 들어가고, 신문기사에서 무단 전재한 사진을 해당 신문사에서 찾아내면서부터였다. 결국 와타나베가 하무라시(ja)로 전근을 간 이후인 6월, 와타나베는 경찰조사를 받고 9월에 기소되었다. 이어 12월 3일에는 JNN 보도특집(JNN報道特集)에서 이 사건을 보도했고(와타나베의 이름은 공개되지 않았다), 이어 도쿄 도 교육위원회(ja)에서 그의 이름을 공개했다.
경찰은 이 사건만으로는 입건이 어렵다고 판단, 본 사건의 저작권 침해 외에 2005년 8월에 와타나베가 지인에게 배포한 사진에 대해 아동 매춘과 아동 포르노의 혐의를 보태 2007년 2월 7일 와타나베를 구속했다. 이어 7월에 와타나베에게 징역 2년 6개월에 집행유예 5년이 선고되었고, 도쿄 도 교육위원회는 와타나베를 징계 면직처분했다..

## 재범
집행유예 선고로 교사직에서 파면된 와타나베는 2008년 5월에서 6월에 걸쳐 세타가야구, 아라카와구, 미나토구 등지의 초등학교에 어린이들의 사진을 무단히 찍을 목적으로 출입했다가 적발, 재차 체포되어 징역 10개월의 실형에 처해졌다.